# Státní znak Chile
Státní znak Chile tvoří modro-červený, zlatě lemovaný, horizontálně dělený štít, se stříbrnou pěticípou hvězdou uprostřed. Na štítu je péřová čelenka v národních barvách (modro-bílo-červená). Štítonoši jsou andský jelen (heraldicky vlevo) a kondor (heraldicky vpravo), oba korunovaní zlatými korunkami. Pod štítem je zlatá ozdoba, přes kterou je položena stříbrná stuha se španělským heslem POR LA RAZŌN O LA FUERZA (česky Rozumem nebo silou).
Stříbrná hvězda na znaku, schváleném podle návrhu anglického umělce Charlese Taylora Wooda, symbolizuje chilské indiány. Čelenka (kterou nosili i první chilští prezidenti) symbolizuje výkonnou moc, štítonoši svobodný život chilského lidu. Jejich korunky připomínají prvního námořníka, který se zmocnil cizí lodi, a za svou udatnost byl korunkou odměněn.

## Historie
Od roku 1535 bylo chilské území postupně kolonizováno Španěly a od roku 1568 se stalo severní a střední Chile součástí Místokrálovství Peru. 18. září 1810 vyvrcholily snahy o nezávislost povstáním kreolského obyvatelstva  v Santiagu, po kterém byla ustanovena  junta a vyhlášena nezávislost. V témže roce byl zaveden státní znak, který tvořil sloup (představující strom svobody), zakončený zeměkoulí. Nad sloupem bylo kopí překřížené vavřínovou ratolestí, nad nimi bílá, pěticípá hvězda s černým obrysem. Nad výjevem bylo latinské heslo POST TENEBRAS LUX (česky Světlo po setmění), pod ním AUT CONSILIO AUT ENSE (česky Poradou nebo mečem). Sloup doprovázely dvě domorodé postavy (muž a žena) s tradičními zbraněmi. Celý výjev byl někdy pokládán na bílý, oválný štít.
Povstání bylo již v roce 1814 potlačeno generálem Marianem Osoriem z Peru a zavedeny španělské symboly. 12. února 1817 byla, po bitvě u Chacabuca, kde vojska generálů San Martina a O'Higginse porazila Španěly, obnovena chilská nezávislost. V červnu 1817 byl zaveden nový znak, vycházející z prvního znaku z roku 1814. Oválný štít se sloupem, zeměkoulí a hvězdou doplňovalo heslo LIBERTAD (česky Svoboda). V říjnu byly do znaku přidány dvě zkřížené vlajky (není obrázek).
12. února 1818 vyhlásilo Chile nezávislost, ale teprve 23. září 1819 schválil senát nový státní znak. Ten tvořil modrý oválný štít se sloupem na mramorovém podstavci, zakončený zeměkoulí, nad kterou je bílá stuha s heslem LIBERTAD. Nad stuhou a po obou stranách sloupu byly bílé, pěticípé hvězdy. Štít byl orámován vavřínovou a palmovou ratolestí, v dolní části svázané stuhou v národních barvách (modro-bílo-červená). Pod znakem a ratolestmi byly vyobrazeny zbraně všech druhů. Horní hvězda symbolizovala provincii Santiago, postranní města Concepción a Coquimbo.

Chilský státní znak (1812–1814)
Chilský státní znak (1819–1834)

9. července 1826 byla vyhlášena Republika Chile, v srpnu 1832 byl v této souvislosti zaslán do kongresu návrh nového znaku. Znak, který navrhl anglický umělec Charles Taylor Wood, byl oficiálně zaveden 24. června 1834 a užívá se (v nezměněné podobě) dodnes.
Spolu s dalšími státními symboly byl výnosem č. 1534 ze dne 18. října 1967 definován a přijat státní znak v dosavadní podobě.